# James Anderson (acteur)
Pour les articles homonymes, voir Anderson et James Anderson.

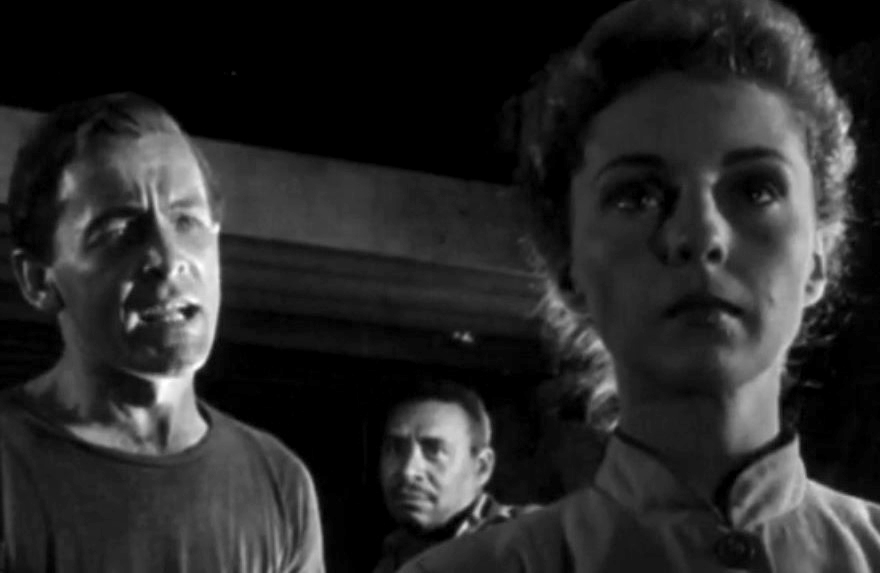
James Anderson, Charles Lampkin et Susan Douglas Rubeš (de g. à d.), dans Cinq Survivants (1951)

James Kyle Anderson est un acteur américain, né le 13 juillet 1921 à Wetumpka (Alabama), mort le 14 septembre 1969 à Billings (Montana).
Il est généralement crédité James Anderson (parfois Kyle James ou Jim Anderson).

## Biographie
James Anderson contribue (comme second rôle de caractère ou dans des petits rôles non crédités) à cinquante-et-un films américains, dont de nombreux westerns. Les deux premiers, sortis en 1941, sont Sergent York d'Howard Hawks (avec Gary Cooper et Walter Brennan) et Dive Bomber de Michael Curtiz (avec Errol Flynn et Fred MacMurray).
Ses deux derniers films, Un nommé Cable Hogue de Sam Peckinpah (avec Jason Robards et Stella Stevens) et Little Big Man d'Arthur Penn (avec Dustin Hoffman et Faye Dunaway), sortent en 1970.
Parmi ses autres films notables, citons Une corde pour te pendre de Raoul Walsh (1951, avec Kirk Douglas et Virginia Mayo), La Furie du désir de King Vidor (1952, avec Jennifer Jones et Charlton Heston), Du silence et des ombres de Robert Mulligan (1962, avec Gregory Peck et Brock Peters), ou encore Prends l'oseille et tire-toi de Woody Allen (avec le réalisateur et Janet Margolin), son antépénultième film sorti en 1969, moins d'un mois avant sa mort brutale prématurée, d'une crise cardiaque.
À la télévision, James Anderson apparaît dans quatre-vingt-dix séries entre 1950 et 1968, dont Perry Mason (trois épisodes, 1957-1960), Rawhide (quatre épisodes, 1959-1964) et Gunsmoke (neuf épisodes, 1955-1968).
Frère de l'actrice Mary Anderson, il joue à ses côtés dans Hunt the Man Down de George Archainbaud (avec Gig Young et Willard Parker), sorti en 1950, premier film où il est crédité.

## Filmographie partielle

### Cinéma
- 1941 : Sergent York (Sergeant York) d'Howard Hawks : Eb
- 1941 : Bombardiers en piqué (Dive Bomber), de Michael Curtiz  : Un pilote
- 1942 : Les Naufrageurs des mers du Sud (Reap the Wild Wind) de Cecil B. DeMille : Le jeune homme interpellé au café
- 1949 : La Vengeance des Borgia (Bride of Vengeance) de Mitchell Leisen : Un garde
- 1949 : Passion fatale (The Great Sinner) de Robert Siodmak : Le jeune joueur nerveux
- 1950 : Hunt the Man Down de George Archainbaud : Richard Kincaid / William H. Jackson
- 1950 : Les Rois de la piste (The Fireball) de Tay Garnett : L'homme au bras fort
- 1951 : Une corde pour te pendre ou Le Désert de la peur (Along the Great Divide) de Raoul Walsh : Dan Roden
- 1951 : La Femme au voile bleu (The Blue Veil) de Curtis Bernhardt : Jim Tappan
- 1951 : Cinq survivants (Five) d'Arch Oboler : Eric
- 1952 : The Last Musketeer de William Witney : Russ Tasker
- 1952 : Duel sans merci (The Duel at Silver Creek) de Don Siegel : Rat Face Blake
- 1952 : Qui donc a vu ma belle ? (Has Anybody Seen My Gal) de Douglas Sirk : Un chauffeur
- 1952 : La Star (The Star) de Stuart Heisler : Bailey
- 1952 : Les Portes de l'enfer (Hellgate) de Charles Marquis Warren : Vern Brechene
- 1952 : La Furie du désir (Ruby Gentry) de King Vidor : Jewel Corey
- 1953 : The Great Jesse James Raid (it) de Reginald Le Borg : Johnny Dorette
- 1953 : Le Sorcier du Rio Grande (Arrowhead) de Charles Marquis Warren : Jerry August
- 1953 : China Venture de Don Siegel
- 1953 : Donovan's Brain de Felix E. Feist : Chef Tuttle
- 1954 : La Rivière sanglante (Drums Across the River) de Nathan Juran : Jed Walker
- 1954 : Les Révoltés de la cellule 11 (Riot in Cell Block 11) de Don Siegel : Acton, un garde
- 1954 : Du plomb pour l'inspecteur (Pushover) de Richard Quine : Beery
- 1955 : Le Souffle de la violence (The Violent Men) de Rudolph Maté : Hank Purdue
- 1955 : Les Maraudeurs (en) (The Marauders) de Gerald Mayer : Louis Ferber
- 1955 : Le Doigt sur la gâchette (At Gunpoint) d'Alfred L. Werker : Barlow
- 1955 : Sept Hommes en colère (Seven Angry Men)
- 1955 : An Annapolis Story de Don Siegel
- 1955 : Les Années sauvages (The Rawhide Years) de Rudolph Maté : Shérif-adjoint Wade
- 1956 : La Loi du Seigneur (Friendly Persuasion) de William Wyler : Le mauvais perdant mouillé par Jess
- 1956 : Tension à Rock City (Tension at Table Rock) de Charles Marquis Warren : Lerner
- 1956 : Le Supplice des aveux (The Rack) d'Arnold Laven : Skinny
- 1957 : Les Loups dans la vallée (The Big Land) de Gordon Douglas : Bob Cole
- 1961 : The Connection de Shirley Clarke : Sam
- 1962 : Du silence et des ombres (To Kill a Mockingbird) de Robert Mulligan : Robert E. Lee « Bob » Ewell
- 1962 : Pressure Point d'Hubert Cornfield : le père
- 1966 : La Poursuite impitoyable (The Chase) d'Arthur Penn : Un prisonnier évadé
- 1969 : Prends l'oseille et tire-toi (Take the Money and Run) de Woody Allen : Le gardien du bagne
- 1970 : Un nommé Cable Hogue (The Ballad of Cable Hogue) de Sam Peckinpah : Le prêcheur
- 1970 : Little Big Man d'Arthur Penn : Un sergent

### Séries télévisées
- 1954-1955 : Badge 714 (Dragnet)
  - Saison 3, épisode 19  The Big Trunk (1954 - Harold Young) de Jack Webb, épisode 23 The Big Chance (1954 - rôle non spécifié) et épisode 29 The Big Hit-Run (1954 - Daniel Miller) de Jack Webb
  - Saison 4, épisode 22 The Big Screen (1955) : rôle non spécifié
- 1955 : Rintintin (The Adventures of Rin Tin Tin)
  - Saison 2, épisode 14 Le Témoin (The Star Witness) : Saunders
- 1956 : Mon amie Flicka (My Friend Flicka)
  - Saison unique, épisode 19 L'Anniversaire (Wind from Heaven) : Chris Wallace
- 1956 : Circus Boy
  - Saison 1, épisode 9 White Eagle : Taylor
- 1957-1961 : Maverick
  - Saison 1, épisode 5 The Long Hunt (1957) de Douglas Heyes : Whitey Blandon
  - Saison 2, épisode 12 Prey of the Cat (1958) de Douglas Heyes : Le premier shérif-adjoint
  - Saison 4, épisode 24 Maverick at Law (1961) : Wooster
- 1957-1960 : Perry Mason, première série
  - Saison 1, épisode 9 The Case of the Vagabond Vixen (1957) de Christian Nyby : Peter Handsell
  - Saison 2, épisode 3 The Case of the Pint-Sized Client (1958) de Buzz Kulik : Frank Anderson
  - Saison 4, épisode 3 The Case of the Ill-Fated Faker (1960) de Charles F. Haas : Stan Piper
- 1958 : La Grande Caravane (Band Wagon)
  - Saison 1, épisode 22 The Bill Tawnee Story de David Butler : Pete Jenkins
- 1958-1960 : Le Monde merveilleux de Disney (The Wonderful World of Disney ou Disneyland)
  - Saison 5, épisode 3 Four Down and Five Lives to Go (1958) de Norman Foster : Un voleur de bétail
  - Saison 6, épisodes 13 et 14 The Swamp Fox (1960) de Louis King, Part I Tory Vengeance & Part II Day of Reckoning : Amos Briggs
- 1959 : Lassie
  - Saison 5, épisode 31 Rock Hound de Franklin Adreon : Case Woods
- 1959-1960 : Denis la petite peste (Dennis the Menace)
  - Saison 1, épisode 2 Dennis and the Signpost (1959 - Un maçon) de William D. Russell et épisode 15 Dennis and the Rare Coint (1960 - Un détective) de Don Taylor
- 1959-1963 : Laramie
  - Saison 1, épisode 5 The Star Trail (1959 - Shérif-adjoint Gratt) de Douglas Heyes, épisode 7 The Iron Captain (1959 - Lou) de Robert B. Sinclair et épisode 20 Death Wind (1960 - Troy Tollard) de Francis D. Lyon
  - Saison 2, épisode 4 Ride the Wild Wind (1960 - Dallas) de Francis D. Lyon, épisode 26 Killer Odds (1961 - Rip) de Lesley Selander et épisode 29 Trigger Point (1961 - Link)
  - Saison 3, épisode 2 Ladies Day (1961 - Ernie) de Lesley Selander et épisode 12 The Jailbreakers (1961 - Pike) de Joseph Kane
  - Saison 4, épisode 14 Vengeance (1963 - Tip) de Joseph Kane et épisode 22 The Violent Ones (1963 - Benson) de Lesley Selander
- 1959-1964 : Rawhide
  - Saison 1, épisode 8 À l'ouest de Lano (Incident West of Lano, 1959) de Charles Marquis Warren : Troxel
  - Saison 3, épisode 25 L'Homme en fuite (Incident of the Running Man, 1961) de Jus Addiss : Morse
  - Saison 4, épisode 7 Le Mouton noir (The Black Sheep, 1961) : Le shérif
  - Saison 7, épisode 2 Un poing c'est tout (The Enormous Fist, 1964) de Bernard L. Kowalski : Le shérif
- 1960 : L'Homme à la carabine (The Rifleman)
  - Saison 2, épisode 23 The Grasshopper de Lewis Allen : Johnny Denver
- 1960 : Les Incorruptibles (The Untouchables)
  - Saison 1, épisode 23 La Dame aux oiseaux (The White Slavers) de Walter Grauman : Nicky Flanagan
- 1960-1963 : Bonanza
  - Saison 1, épisode 26 The Avenger (1960) de Christian Nyby : Fred
  - Saison 2, épisode 24 The Dark Gate (1961) : Sam
  - Saison 4, épisode 34 Little Man... Ten Feet Tall (1963) de Lewis Allen : Al
- 1961 : Bat Masterson
  - Saison 3, épisode 25 No Amnesty for Death : Adam Roundtree
- 1962 : Les Hommes volants (Ripcord)
  - Saison 1, épisode 15 The Silver Cord de William Conrad : Skinner
- 1962 : Cheyenne
  - Saison 7, épisode 5 The Quick and the Deadly de Paul Landres : Sam Hall
- 1962 : Le Virginien (The Virginian)
  - Saison 1, épisode 10 West de Douglas Heyes : Otie
- 1963 : Suspicion (The Alfred Hitchcock Hour)
  - Saison 1, épisode 28 Last Seen Wearing Blue Jeans d'Alan Crosland Jr.
- 1964-1966 : le Jeune Docteur Kildare (Dr Kildare)
  - Saison 3, épisode 33 Speak Not in Angry Whispers (1964) de Leo Penn : Le premier ivrogne
  - Saison 5, épisode 57 New Doctor in Town (1966) : Spencer
- 1965 : Voyage au fond des mers (Voyage to the Bottom of the Sea)
  - Saison 2, épisode 3 ...Et nous sommes cinq survivants (...And Five of us Are Left) : Wilson
- 1965-1966 : Le Proscrit (Branded)
  - Saison 2, épisode 2 Now Join the Human Race (1965 - Lieutenant Garrett) et épisode 21 Nice Day for a Hanging (1966 - Frank Allison)
- 1966 : Les Espions (I Spy)
  - Saison 2, épisode 6 La Nuit la plus noire (Trial by Treehouse) de Richard C. Sarafian : Louis
- 1966 : Le Cheval de fer (Iron Horse)
  - Saison 1, épisode 10 The Man from New Chicago de Samuel Fuller : Jim Nations
- 1967 : Au cœur du temps (The Time Tunnel)
  - Saison 1, épisode 23 l'Île de l'homme mort (Pirates of Deadman's Island) de Sobey Martin : M. Hampton
- 1967 : Daniel Boone
  - Saison 4, épisode 4 Tanner de John Newland : Watkins
- 1967 : Match contre la vie (Run for Your Life)
  - Saison 3, épisode 8 Down with Willy Hatch de Richard Benedict : Roy Potter
- 1955-1968 : Gunsmoke ou Police des plaines (Gunsmoke ou Marshal Dillon)
  - Saison 1, épisode 12 Magnus de Charles Marquis Warren : Lucifer Jones
  - Saison 7, épisode 15 The Do-Badder (1962 - Bert Case) d'Andrew V. McLaglen et épisode 24 Coventry (1962 - Jed Hager) de Christian Nyby
  - Saison 10, épisode 4 The Violators (1964) : Hewitt
  - Saison 11, épisode 7 The Bounty Hunter (1965) : Hal
  - Saison 12, épisode 7 The Wrong Man (1966) de Robert Totten : Harmon
  - Saison 13, épisodes 4 et 5 Vengeance (Parts I & II, 1967 - Hiller) de Richard C. Sarafian et épisode 19 Blood Money (1968 - Jesse Hill) de Robert Totten